# Augusto Frederico Schmidt
Augusto Frederico Schmidt (né le 18 avril 1906 à Rio de Janeiro et mort le 8 février 1965 dans la même ville) est un poète brésilien. En parallèle à sa carrière de poète, il est le président du Club de Regatas Botafogo de 1941 à 1942, date à laquelle le club fusionne avec le Botafogo Football Club pour donner naissance au Botafogo de Futebol e Regatas.